# Mniszek (Góry Wałbrzyskie)
Mniszek (niem. Hoch-Berg) – szczyt górski (711 i 704 m n.p.m.) w południowo-zachodniej Polsce, w Sudetach Środkowych, w Górach Wałbrzyskich.
Wzniesienie położone w południowo-środkowej części Gór Wałbrzyskich, w Masywie Chełmca, na północny zachód od Boguszowa - części miasta Boguszów-Gorce. Jest to dwuwierzchołkowe wzniesienie o stromych zboczach. Drugi szczyt nosi nazwę Boreczna, a jego wysokość to 710 m n.p.m..
Wzniesienie zbudowane ze skał wylewnych – porfirów oraz ich tufów. Na stokach znajduje się kilka głębokich szczelin w leukoryolitowych skałach. Najgłębsza ma 36 metrów głębokości. Ich geneza związana jest z działalnością górniczą pod wzniesieniem.
Wzniesienie w całości porośnięte lasem mieszanym regla dolnego.
Do 1638 własność Hochbergów, następnie miasta Boguszowa.
16 lipca 1901 na szczycie góry otwarto restaurację, nazwaną później od nazwiska dzierżawcy Roberta Ungera Restauration Ungerberg. Znajdowała się przy niej 19-metrowa wieża widokowa. W 1902 powstała tu również muszla koncertowa, a w 1906 - kręgielnia. Z uwagi na zły stan techniczny obiektu, już w 1920 budynek restauracji został wyburzony. 
W wyrobisku dawnego kamieniołomu znajduje się naturalna ściana wspinaczkowa.

## Szlaki turystyczne
- Kamienna Góra – Borówno – Mniszek – Chełmiec – Szczawno-Zdrój[2]